# 2004年印第安纳州州长选举
2004年印第安纳州州长选举（英語：2004 Indiana gubernatorial election）于2004年11月2日举行，在这次选举中共和党人米奇·丹尼尔斯击败了民主党籍的现任州长并成功当选，这是共和党16年来首次胜选该州州长。同时这也是1972年印第安纳州修改宪法允许州长连任以来首次州长没能连任。

## 初选

### 共和党
2004年5月4日，前美国行政管理和预算局局长米奇·丹尼尔斯在共和党初选中轻松击败了保守派活动家埃里克·米勒。原本2000年的共和党州长候选人大卫·M·麦金托什也参加了这次初选，但是在小布什总统公开支持丹尼尔斯之后他就退出了选举。丹尼尔斯在2003年辞去了美国行政管理和预算局局长的职务，这样他就可以回到印第安纳州参加州长选举。布什总统在初选前来到印第安纳州的南本德给丹尼尔斯造势，而布什总统对丹尼尔斯的昵称“我的米奇”成为了丹尼尔斯的竞选口号。
| 党派 | 党派   | 候选人        | 得票数  | 百分比 |
| ---- | ------ | ------------- | ------- | ------ |
|      | 共和党 | 米奇·丹尼尔斯 | 335,828 | 66.40  |
|      | 共和党 | 埃里克·米勒   | 169,930 | 33.60  |
| 合计 | 合计   | 合计          | 505,758 | 100.00 |

### 民主党
民主党人弗兰克·奥班农在2000年再次当选印第安纳州州长，但由于任期限制，他无法再于2004年参加州长选举。2002年12月15日，作为副州长的乔·科南表示不会参加2004年的州长选举。州参议员维·辛普森和乔·安德鲁在接下来的十个月里一直在竞争民主党的提名。不料弗兰克·奥班农在2003年9月13日因中风去世，乔·科南接替了州长一职。两个月后的2003年11月4日，科南决定参加2004年州长竞选，而辛普森和安德鲁选择退出竞选，科南全票通过提名。
| 党派 | 党派   | 候选人  | 得票数  | 百分比 |
| ---- | ------ | ------- | ------- | ------ |
|      | 民主党 | 乔·科南 | 283,924 | 100.00 |
| 合计 | 合计   | 合计    | 283,924 | 100.00 |

## 大选

### 竞选活动
丹尼尔斯的竞选活动是开着房车走遍印第安纳州，他至少三次走访了印第安纳州的92个县。科南在2004年5月的民意调查中开始落后于丹尼尔斯，尽管在9月攻击丹尼尔斯将印第安纳公用事业公司出售给一家外州公司的计划后些微缩小了差距，但是他从未在民调中追上丹尼尔斯。印地安那州的经济问题是竞选中的一个重要议题，时任州长的科南在该州的预算问题上面临巨大的压力。

### 大选结果
| 政党   | 政党             | 候选人                        | 票数                 | %      | ±       |
| ------ | ---------------- | ----------------------------- | -------------------- | ------ | ------- |
|        | 共和党           | 米奇·丹尼爾斯/貝奇·斯基爾曼   | 1,302,912            | 53.21% | +11.54% |
|        | 民主党           | 乔·科南/凱西·戴維斯（现任）   | 1,113,900            | 45.49% | -11.06% |
|        | 自由意志黨       | 肯恩·吉維登/伊莱恩·巴德纳里克 | 31,664               | 1.29%  | -0.48%  |
|        | 海选票           |                               | 22                   | 0.00%  |         |
| 多数票 | 多数票           | 多数票                        | 189,012              | 7.72%  | -7.16%  |
| 投票率 | 投票率           | 投票率                        | 2,448,498            | 57%    |         |
|        | 共和党击败民主党 | 共和党击败民主党              | 与上次选举得票率之差 |        |         |